# Muthupet
Muthupet es una ciudad y nagar Panchayat situada en el distrito de Tiruvarur en el estado de Tamil Nadu (India). Su población es de 21722 habitantes (2011). Se encuentra a 49 km de Tiruvarur y a 64 km de Thanjavur.

## Demografía
Según el censo de 2011 la población de Muthupet era de 21722 habitantes, de los cuales 10585 eran hombres y 11137 eran mujeres. Muthupet tiene una tasa media de alfabetización del 87,47%, superior a la media estatal del 80,09%: la alfabetización masculina es del 92,93%, y la alfabetización femenina del 82,36%.